# 373P/Rinner
373P/Rinner (désignation provisoire P/2011 W2 (Rinner)) est une comète découverte le 28 novembre 2011 par l'astronome amateur française Claudine Rinner à partir des images capturées par une caméra CCD STL11000 équipant le télescope du MOSS (Maroc). Sa magnitude apparente était alors de 17,6 et la taille de sa queue est estimée à 1 minute d'arc.

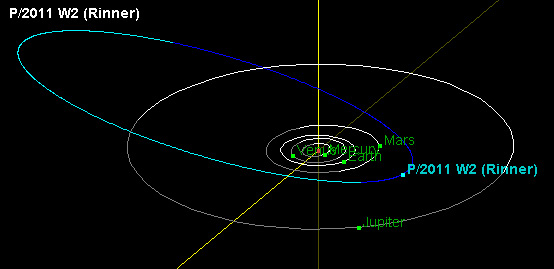
Orbite de la comète

Claudine Rinner a utilisé son télescope qui équipe l'observatoire marocain d'Oukaimeden. Il s'agit d'un télescope Newton de 500 mm de diamètre ouvert à 3, piloté à distance depuis Ottmarsheim en Alsace par l'astronome. L'observatoire a été bâti grâce à un partenariat entre l'Université Cadi Ayyad de Marrakech, Claudine Rinner, la Société Jurassienne d'Astronomie, l'association Uranoscope de l'Île-de-France et le mécénat de la société Atlas Golf de Marrakech. La découverte a été effectuée à peine 2 mois après la mise en service de l'observatoire. Elle venait avec ce même matériel de découvrir 2 semaines auparavant un objet géocroiseur de la famille Amor provisoirement désigné 2011 VP12,.